# 波普拟髭蟾
波普拟髭蟾（学名：Leptobrachium bompu），一种分布于印度阿鲁纳恰尔邦（争议地区，即中国藏南地区）和中国西藏自治区墨脱县地区的两栖动物，隶属于角蟾科拟髭蟾属。模式产地为印度阿鲁纳恰尔邦鹰巢野生动植物保护区。

## 形态特征
波普拟髭蟾雄蟾体长47～53.5毫米。身体背面为棕灰色，具有明显的黑色网纹；四肢背面有明显黑色横纹；身体腹面深紫色，满布细小白色痣粒。

## 保护
本种于2023年被收录入《有重要生态、科学、社会价值的陆生野生动物名录》。